# Avenue Émile Verhaeren (Bruxelles)
Pour les articles homonymes, voir Avenue Émile Verhaeren.
L'avenue Émile Verhaeren (en néerlandais : Emile Verhaerenlaan) est une avenue bruxelloise de la commune de Schaerbeek qui va de l'avenue Princesse Élisabeth au carrefour de l'avenue Eugène Demolder et du square François Riga en passant par l'avenue Albert Giraud et l'avenue Sleeckx.

## Histoire et description
La rue porte le nom d'un poète belge, Émile Verhaeren, né à Saint-Amand le 21 mai 1855 et mort à Rouen le 27 novembre 1916.
La numérotation des habitations va de 1 à 111 pour le côté impair et de 2 à 120 pour le côté pair.

## Adresses notables
- no 73 : maison de la famille De Jongh